# Суперкубок УЕФА 2008
Игра за Суперкубок УЕФА 2008 года прошла в пятницу 29 августа на стадионе «Луи II» в Монако. В матче встретились победитель Лиги чемпионов сезона 2007/08 «Манчестер Юнайтед» и победитель Кубка УЕФА сезона 2007/08 «Зенит».

## Обзор матча
В стартовом составе «Манчестер Юнайтед» отсутствовал травмированный Криштиану Роналду; он поддерживал свою команду с трибуны. Зато с первых минут на поле вышел опытнейший Гари Невилл, отыгравший безукоризненно 76 минут. На правом фланге расположился мощный Патрис Эвра, устраивавший самые опасные моменты у ворот петербуржцев. Дик Адвокат же решился с первых минут выпустить новичка Данни, не сыгравшего за «Зенит» ещё ни одного матча. Португальский полузащитник заменил лучшего игрока сборной России Андрея Аршавина, оставшегося на скамье запасных. Как показал дальнейший ход поединка, Адвокат в своем решении был абсолютно прав. Данни был назван лучшим игроком матча, а вышедший на замену Аршавин играл не так хорошо, как на ЕВРО-2008. В центре обороны действовали француз Себастьян Пюигренье и хорват Ивица Крижанац, а на острие атаки расположился мощный форвард сборной России Павел Погребняк, который пропустил чемпионат Европы из-за повреждения ноги.
«Зенит» начал оказывать серьёзное давление на оборону лучшей команды английской премьер-лиги уже в самом дебюте матча. Дважды по правому флангу в штрафную «МЮ» врывался Александр Анюков. Если первый прострел российского вингера прервали защитники, то на 7-й минуте после точного паса Анюкова с десяти метров неудачно пробил Погребняк. Чуть ранее после фланговой подачи Радека Ширла в штрафной англичан мяч неудачно обработал Данни. Затем минут на десять «Манчестер Юнайтед» забрал мяч. Но подопечные Фергюсона ничем не сумели удивить оборону «Зенита», неудачно разыгрывая навесы. На 17-й минуте Данни прорвался в штрафную по правому флангу и опасно прострелил на находившегося перед пустыми воротами Погребняка, но передачу в последний момент прервал Рио Фердинанд. Сразу после этого момента состоялся первый удар по воротам «Зенита»: аргентинец Карлос Тевес опасно пробил со средней дистанции, но на месте оказался вратарь петербургской команды Вячеслав Малафеев. После этого преимущество вновь перешло на сторону «Зенита». Опасный удар будущего дебютанта сборной России Игоря Денисова блокировали защитники манкуниацев. Затем после дальнего удара Анатолия Тимощука мяч прошел выше ворот. А на 24-й минуте другой аргентинец — Алехандро Домингес, — со штрафного пробил в считанных сантиметрах от «девятки». На 35-й минуте мог забить «Манчестер Юнайтед»: Тевес убежал по флангу от Константина Зырянова и сделал передачу в центр на Уэйна Руни, удар которого в упор парировал Малафеев. Ответ «Зенита» оказался не менее опасным: после подачи Домингеса со штрафного удар Ивицы Крижанаца с двух метров грудью отбил вратарь английской команды Эдвин ван дер Сар. На 42-й минуте «Зенит» провёл острую многоходовую комбинацию и после навеса Погребняка с близкого расстояния промахнулся Данни.
Тем не менее в первом тайме гол в ворота «Манчестер Юнайтед» всё же был забит. На 44-й минуте Домингес разыграл угловой и выполнил подачу на ближнюю штангу, где Денисов скинул мяч во вратарской и Погребняк головой с метра вколотил снаряд в сетку ворот.
В перерыве Домингеса заменил Аршавин. «Зенит» активно провёл стартовые минуты второго тайма, усилиями Аршавина и Данни дважды создав опасные моменты у ворот соперника. «Манчестер Юнайтед» ответил проходом и опасным ударом Уэйна Руни. Затем уже Ван дер Сар с большим трудом парировал дальний выстрел капитана «Зенита» Анатолия Тимощука. Игра в эти минуты пошла на встречных курсах. На 58-й минуте форвард «Манчестер Юнайтед» Карлос Тевес с 20 метров пробил выше ворот. А в ответной атаке Данни перехватил мяч и в одиночку провёл успешную контратаку. Совершив слаломный рывок, он вошёл в штрафную, на замахе обыграл Рио Фердинанда и реализовал выход один на один.
Алекс Фергюсон ответил на второй пропущенный гол немедленной двойной заменой. Даррена Флетчера и Андерсона заменили ирландец Джон О’Ши и кореец Пак Чи Сон. Дик Адвокат в ответ неожиданно заменил уверенно действовавшего в этом матче центрального защитника Пюйгренье на предпочитающего играть в полузащите Романа Широкова. «Манчестер Юнайтед», стремясь изменить результат матча, стал всё чаще и чаще атаковать. На 64-й минуте Малафеев отбил мяч прямо перед собой после пушечного выстрела О’Ши, на добивании первым оказался Пак Чжи Сун, но вратарь «Зенита» и здесь оказался на высоте, отбив удар с метра. Спустя две минуты Тевес бьёт в считанных сантиметрах от перекладины. Вскоре О’Ши вновь не забил из выгодного положения после передачи Тевеса. На 71-й минуте поле из-за травмы покинул Ивица Крижанац, которого заменил полузащитник Владислав Радимов. «Зенит» остался без пары центральных защитников, которые уверенно провели первые 60 минут матча; Тимощуку пришлось отойти в центр обороны. «Манчестер Юнайтед» взял игру под свой контроль и усилил давление на защиту петербургского клуба. На 73-й минуте разница в счете сократилась: после углового Руни сбросил мяч на дальнюю штангу, где освободившийся от опеки Тевес выложил снаряд под удар Видичу — 1:2. В дальнейшем «Зенит» только оборонялся. Правда, у ворот российского клуба возник всего лишь один реальный голевой шанс. На 86-й минуте после навеса Уэса Брауна головой пробил О’Ши и мяч из-под перекладины с трудом вытащил Малафеев. Через минуту уже «Зенит» мог снять все вопросы относительно судьбы поединка. Контратака завершилась перепасовкой Данни и Аршавина, однако португалец с близкого расстояния не попал в створ ворот. А на 89-й минуте манкуниацы остались вдесятером: Пол Скоулз, надеясь на невнимательность судьи, забил гол рукой; однако датский арбитр, разобравшись в игровом моменте, не засчитал гол и предъявил Скоулзу вторую жёлтую, и, соответственно, красную карточку и полузащитник «Манчестер Юнайтед» был удалён с поля. В оставшееся время «Манчестер Юнайтед» продолжал атаковать, но «Зенит» сохранил победный счёт и завоевал Суперкубок УЕФА, который стал первым и на данный момент единственным европейским Суперкубком, завоёванным российским футбольным клубом.

## Матч

### Детали матча
| Манчестер Юнайтед | 1:2     | Зенит                       |
| ----------------- | ------- | --------------------------- |
| Видич 73′         | (отчёт) | - Погребняк 44′ - Данни 59′ |

| Манчестер Юнайтед | Зенит Санкт-Петербург |

| МАНЧЕСТЕР ЮНАЙТЕД: |    |                   |           |     |
|                    |    |                   |           |     |
| Вр                 | 1  | Эдвин ван дер Сар |           |     |
| Защ                | 2  | Гари Невилл (к)   |           | 76' |
| Защ                | 5  | Рио Фердинанд     |           |     |
| Защ                | 15 | Неманья Видич     |           |     |
| Защ                | 3  | Патрис Эвра       |           |     |
| ПЗ                 | 24 | Даррен Флетчер    |           | 60' |
| ПЗ                 | 18 | Пол Скоулз        | 45+1' 90' |     |
| ПЗ                 | 8  | Андерсон          | 54'       | 60' |
| ПЗ                 | 17 | Нани              |           |     |
| Нап                | 10 | Уэйн Руни         |           |     |
| Нап                | 32 | Карлос Тевес      | 74'       |     |
| Запасные:          |    |                   |           |     |
| Вр                 | 29 | Томаш Кушчак      |           |     |
| Защ                | 6  | Уэс Браун         |           | 76' |
| Защ                | 22 | Джон О’Ши         |           | 60' |
| ПЗ                 | 13 | Пак Чи Сон        |           | 60' |
| ПЗ                 | 28 | Даррон Гибсон     |           |     |
| ПЗ                 | 34 | Родриго Поссебон  |           |     |
| Нап                | 31 | Фрейзер Кэмпбелл  |           |     |
| Тренер:            |    |                   |           |     |
| сэр Алекс Фергюсон |    |                   |           |     |

| ЗЕНИТ САНКТ-ПЕТЕРБУРГ: |    |                      |  |     |
|                        |    |                      |  |     |
| Вр                     | 16 | Вячеслав Малафеев    |  |     |
| Защ                    | 22 | Александр Анюков     |  |     |
| Защ                    | 4  | Ивица Крижанац       |  | 71' |
| Защ                    | 28 | Себастьян Пюигренье  |  | 62' |
| Защ                    | 11 | Радек Ширл           |  |     |
| ПЗ                     | 44 | Анатолий Тимощук (к) |  |     |
| ПЗ                     | 18 | Константин Зырянов   |  |     |
| ПЗ                     | 27 | Игорь Денисов        |  |     |
| ПЗ                     | 19 | Данни                |  |     |
| Нап                    | 7  | Алехандро Домингес   |  | 46' |
| Нап                    | 8  | Павел Погребняк      |  |     |
| Запасные:              |    |                      |  |     |
| Вр                     | 1  | Камил Чонтофальски   |  |     |
| Защ                    | 5  | Ким Дон Джин         |  |     |
| Защ                    | 15 | Роман Широков        |  | 62' |
| ПЗ                     | 2  | Владислав Радимов    |  | 71' |
| ПЗ                     | 10 | Андрей Аршавин       |  | 46' |
| ПЗ                     | 20 | Виктор Файзулин      |  |     |
| Нап                    | 9  | Фатих Текке          |  |     |
| Тренер:                |    |                      |  |     |
| Дик Адвокат            |    |                      |  |     |

| Лучший игрок матча: Данни (Зенит) Помощники судьи: Хенрик Сондербю (Дания) Андерс Норрестранд (Дания) Резервный судья: Николай Воллькварц (Дания) |

### Статистика

#### Первый тайм
|                  | Манчестер Юнайтед | Зенит |
| ---------------- | ----------------- | ----- |
| Мячей забито     | 0                 | 1     |
| Всего ударов     | 4                 | 5     |
| Ударов в створ   | 2                 | 2     |
| Владение мячом   | 42 %              | 58 %  |
| Угловых          | 2                 | 3     |
| Нарушений        | 10                | 7     |
| Офсайдов         | 1                 | 0     |
| Жёлтых карточек  | 1                 | 0     |
| Красных карточек | 0                 | 0     |

#### Второй тайм
|                  | Манчестер Юнайтед | Зенит |
| ---------------- | ----------------- | ----- |
| Мячей забито     | 1                 | 1     |
| Всего ударов     | 9                 | 4     |
| Ударов в створ   | 4                 | 3     |
| Владение мячом   | 50 %              | 50 %  |
| Угловых          | 4                 | 0     |
| Нарушений        | 6                 | 5     |
| Офсайдов         | 1                 | 1     |
| Жёлтых карточек  | 3                 | 0     |
| Красных карточек | 1                 | 0     |

#### Весь матч
|                  | Манчестер Юнайтед | Зенит |
| ---------------- | ----------------- | ----- |
| Мячей забито     | 1                 | 2     |
| Всего ударов     | 13                | 9     |
| Ударов в створ   | 6                 | 5     |
| Владение мячом   | 46 %              | 54 %  |
| Угловых          | 6                 | 3     |
| Нарушений        | 16                | 12    |
| Офсайдов         | 2                 | 1     |
| Жёлтых карточек  | 4                 | 0     |
| Красных карточек | 1                 | 0     |

| Суперкубок УЕФА 2008 |
| -------------------- |
| Флаг России          |
| Зенит 1-й титул      |